# Большая Тель
Большая Тель — река в Сухобузимском и Берёзовском районах Красноярского края, правый приток Енисея.

## Описание
Длина реки — 52 км, площадь водосборного бассейна — 368 км². По берегам реки произрастают сосна, осина, берёза и пихта. Русло извилистое. Принимает справа крупный приток — реку Малая Тель, впадает в Енисей в 2 км южнее посёлка Большой Балчуг, у приметного утёса Тельский Бык, на расстоянии 2370 км от устья.

## Данные водного реестра
По данным государственного водного реестра России относится к Енисейскому бассейновому округу. Код водного объекта — 17010300512116100021220.